# Художній музей Вітаутаса Касюліса
Художній музей Вітаутаса Касюліса (лит. Vytauto Kasiulio dailės muziejus) — музей творів художника Вітаутаса Касюліса у Вільнюсі за адресою вулиця А. Гоштауто 1 (A. Goštauto g. 1), один з підрозділів Литовського художнього музею.
Музей розташований в будинку, побудованому Товариством друзів науки перед Першою світовою війною. У радянський період в будівлі розміщувався Музей революції Литовської РСР, заснований в 1948 році .
У музеї представлена колекція живописних полотен (950 картин художника литовського походження Вітаутаса Касюліса (1918—1995), який жив і працював у Парижі. Картини, а також особисті речі зі студії художника, подаровані Литві вдовою художника в 2010 році.
Музей відкритий з вівторка до суботи з 11.00 до 18.00 годин. Щонеділі з 12.00 до 17.00 годин.
Ціна квитка для дорослих 6 літів, для школярів і студентів 3 літа.